# Ectopatria distincta
Ectopatria distincta är en fjärilsart som beskrevs av Embrik Strand 1924. Ectopatria distincta ingår i släktet Ectopatria och familjen nattflyn. Inga underarter finns listade i Catalogue of Life.